# Smarność

Aparat Schoppera-Rieglera do pomiaru smarności mas papierniczych

Smarność (inaczej stopień zmielenia) jest to wielkość charakteryzująca zdolność masy papierniczej do odwadniania w warunkach znormalizowanych. Smarność wyraża się w stopniach Schoppera-Rieglera (°SR) w skali od 0 do 100. Pomiaru smarności dokonuje się za pomocą aparatu Schoppera-Rieglera.

## Zasada pomiaru
Do naczynia z sitowym dnem (2) wlewa się 1 litr badanej masy o stężeniu 0,2%. W chwili wlewania masy do naczynia sitowe dno jest zakryte stożkiem (1). Stożek podnosi się za pomocą przycisku zwalniającego – w tym momencie masa zaczyna odwadniać się na sicie. Woda przecieka do stożkowego zbiorniczka (3) wyposażonego w dwa odpływy (4 i 5). W przypadku masy dobrze odwadnialnej woda spiętrza się w stożkowym zbiorniczku i wypływa głównie przez odpływ boczny (4) do podstawionego, specjalnie wyskalowanego cylindra (6). Masa silnie zmielona odwadnia się wolniej, dlatego woda nie spiętrza się w zbiorniczku i wypływa głównie odpływem znajdującym się u wierzchołku stożka (5). Smarność masy odczytuje się ze skali na cylindrze (6).